# Bantamvikt i fristil i brottning vid olympiska sommarspelen 1992
Herrarnas brottningsturnering i fristil i viktklassen bantamvikt vid olympiska sommarspelen 1992 avgjordes i Barcelona i Institut Nacional d'Educació Física de Catalunya. 

## Medaljörer
| Klass      | Guld                    | Silver            | Brons                    |
| Bantamvikt | Alejandro Puerto · Kuba | Sergei Smal · OSS | Kim Yong-Sik · Nordkorea |

## Resultat
- TO — Vinst genom fall
- SP — Vinst genom överlägsenhet, 12-14 poängs skillnad, förloraren med poäng
- SO — Vinst genom överlägsenhet, 12-14 poängs skillnad, förloraren utan poäng
- ST — Vinst genom teknisk överlägsenhet, 15 poäng skillnad
- PP — Vinst genom poäng, förloraren med tekniska poäng
- PO — Vinst genom poäng, förloraren utan tekniska poäng
- PA — Vinst genom att motståndaren skadas
- DQ — Vinst genom förverkande
- D2 — Båda brottarna diskvalificerade på grund av passivitet  (0-0 poäng)
- DNA — Dök inte upp
- L — Förluster
- ER — Elimineringsrunda
- CP — Klassificeringspoäng
- TP — Tekniska poäng

- PA — Vinst genom att motståndaren skadats

### Elimineringsrunda

#### Pool A
| L        |                                 | CP       | TP       |                                 | L        |          |
| Omgång 1 | Omgång 1                        | Omgång 1 | Omgång 1 | Omgång 1                        | Omgång 1 | Omgång 1 |
| -------- | ------------------------------- | -------- | -------- | ------------------------------- | -------- | -------- |
| 1        | Kim Chun-Ho (KOR)               | 1-3 PP   | 2-12     | Kim Yong-Sik (PRK)              | 0        |          |
| 0        | Sergey Smal (EUN)               | 3-1 PP   | 6-5      | Tserenbaataryn Tsogtbayar (MGL) | 1        |          |
| 0        | Béla Nagy (HUN)                 | 4-0 TO   | 2:58     | Tebe Dorgu (NGR)                | 1        |          |
| 0        | Jürgen Scheibe (GER)            | 3-1 PP   | 6-2      | Zoran Šorov (IOP)               | 1        |          |
| 0        | Rumen Pavlov (BUL)              |          |          | Bye                             |          |          |
| Omgång 2 |                                 |          |          |                                 |          |          |
| 0        | Rumen Pavlov (BUL)              | 4-0 TO   | 4:58     | Kim Chun-Ho (KOR)               | 2        |          |
| 1        | Kim Yong-Sik (PRK)              | 1-3 PP   | 2-4      | Sergey Smal (EUN)               | 0        |          |
| 1        | Tserenbaataryn Tsogtbayar (MGL) | 4-0 ST   | 25-9     | Béla Nagy (HUN)                 | 1        |          |
| 2        | Tebe Dorgu (NGR)                | 0-4 TO   | 2:51     | Jürgen Scheibe (GER)            | 0        |          |
| 1        | Zoran Šorov (IOP)               |          |          | Bye                             |          |          |
| Omgång 3 |                                 |          |          |                                 |          |          |
| 2        | Zoran Šorov (IOP)               | 0-4 TO   | 2:51     | Rumen Pavlov (BUL)              | 0        |          |
| 1        | Kim Yong-Sik (PRK)              | 3-1 PP   | 10-5     | Tserenbaataryn Tsogtbayar (MGL) | 2        |          |
| 0        | Sergey Smal (EUN)               | 3.5-0 SO | 13-0     | Béla Nagy (HUN)                 | 2        |          |
| 0        | Jürgen Scheibe (GER)            |          |          | Bye                             |          |          |
| Omgång 4 |                                 |          |          |                                 |          |          |
| 1        | Jürgen Scheibe (GER)            | 0-3 PO   | 0-5      | Kim Yong-Sik (PRK)              | 1        |          |
| 1        | Rumen Pavlov (BUL)              | 1-3 PP   | 1-12     | Sergey Smal (EUN)               | 0        |          |
| Omgång 5 |                                 |          |          |                                 |          |          |
| 2        | Jürgen Scheibe (GER)            | 0-3 PO   | 0-6      | Sergey Smal (EUN)               | 0        |          |
| 2        | Rumen Pavlov (BUL)              | 1-3 PP   | 3-10     | Kim Yong-Sik (PRK)              | 1        |          |

| Brottare                        | L | ER | CP   |
| ------------------------------- | - | -- | ---- |
| Sergey Smal (EUN)               | 0 | -  | 15.5 |
| Kim Yong-Sik (PRK)              | 1 | -  | 13   |
| Rumen Pavlov (BUL)              | 2 | 5  | 10   |
| Jürgen Scheibe (GER)            | 2 | 5  | 7    |
| Tserenbaataryn Tsogtbayar (MGL) | 2 | 3  | 6    |
| Béla Nagy (HUN)                 | 2 | 3  | 4    |
| Zoran Šorov (IOP)               | 2 | 3  | 1    |
| Kim Chun-Ho (KOR)               | 2 | 2  | 1    |
| Tebe Dorgu (NGR)                | 2 | 2  | 0    |

#### Pool B
| L        |                        | CP       | TP       |                        | L        |          |
| Omgång 1 | Omgång 1               | Omgång 1 | Omgång 1 | Omgång 1               | Omgång 1 | Omgång 1 |
| -------- | ---------------------- | -------- | -------- | ---------------------- | -------- | -------- |
| 1        | Naseer Ahmad (PAK)     | 0-3 PO   | 0-5      | Keiji Okuyama (JPN)    | 0        |          |
| 0        | Kendall Cross (USA)    | 3-1 PP   | 3-2      | Robert Dawson (CAN)    | 1        |          |
| 0        | Oveis Mallah (IRI)     | 3-1 PP   | 6-2      | Ashok Kumar (IND)      | 1        |          |
| 0        | Remzi Musaoğlu (TUR)   | 4-0 ST   | 16-0     | Andrés Iniesta (ESP)   | 1        |          |
| 0        | Alejandro Puerto (CUB) |          |          | Bye                    |          |          |
| Omgång 2 |                        |          |          |                        |          |          |
| 0        | Alejandro Puerto (CUB) | 3-0 PO   | 6-0      | Naseer Ahmad (PAK)     | 2        |          |
| 1        | Keiji Okuyama (JPN)    | 0-4 TO   | 1:01     | Kendall Cross (USA)    | 0        |          |
| 1        | Robert Dawson (CAN)    | 3-1 PP   | 5-1      | Oveis Mallah (IRI)     | 1        |          |
| 2        | Ashok Kumar (IND)      | 0-3 PO   | 0-7      | Remzi Musaoğlu (TUR)   | 0        |          |
| 1        | Andrés Iniesta (ESP)   |          |          | Bye                    |          |          |
| Omgång 3 |                        |          |          |                        |          |          |
| 2        | Andrés Iniesta (ESP)   | 0-3 PO   | 0-8      | Alejandro Puerto (CUB) | 0        |          |
| 2        | Keiji Okuyama (JPN)    | 1-3 PP   | 3-4      | Robert Dawson (CAN)    | 1        |          |
| 0        | Kendall Cross (USA)    | 3-1 PP   | 5-3      | Oveis Mallah (IRI)     | 2        |          |
| 0        | Remzi Musaoğlu (TUR)   |          |          | Bye                    |          |          |
| Omgång 4 |                        |          |          |                        |          |          |
| 0        | Remzi Musaoğlu (TUR)   | 3-1 PP   | 7-3      | Kendall Cross (USA)    | 1        |          |
| 0        | Alejandro Puerto (CUB) | 3-0 PO   | 1-0      | Robert Dawson (CAN)    | 2        |          |
| Omgång 5 |                        |          |          |                        |          |          |
| 1        | Remzi Musaoğlu (TUR)   | 0-3 PO   | 0-3      | Alejandro Puerto (CUB) | 0        |          |
| 1        | Kendall Cross (USA)    |          |          | Bye                    |          |          |
| Omgång 6 |                        |          |          |                        |          |          |
| 2        | Kendall Cross (USA)    | 1-3 PP   | 6-10     | Alejandro Puerto (CUB) | 0        |          |
| 1        | Remzi Musaoğlu (TUR)   |          |          | Bye                    |          |          |

| Brottare               | L | ER | CP |
| ---------------------- | - | -- | -- |
| Alejandro Puerto (CUB) | 0 | -  | 15 |
| Remzi Musaoğlu (TUR)   | 1 | -  | 10 |
| Kendall Cross (USA)    | 2 | 6  | 12 |
| Robert Dawson (CAN)    | 2 | 4  | 7  |
| Oveis Mallah (IRI)     | 2 | 3  | 5  |
| Keiji Okuyama (JPN)    | 2 | 3  | 4  |
| Andrés Iniesta (ESP)   | 2 | 3  | 0  |
| Ashok Kumar (IND)      | 2 | 2  | 1  |
| Naseer Ahmad (PAK)     | 2 | 2  | 0  |

### Slutkamper
|                                 | CP        | TP        |                        |           |
| 9:e plats                       | 9:e plats | 9:e plats | 9:e plats              | 9:e plats |
| ------------------------------- | --------- | --------- | ---------------------- | --------- |
| Tserenbaataryn Tsogtbayar (MGL) | 0-4 PA    |           | Oveis Mallah (IRI)     |           |
| 7:e plats                       |           |           |                        |           |
| Jürgen Scheibe (GER)            | 4-0 PA    |           | Robert Dawson (CAN)    |           |
| 5:e plats                       |           |           |                        |           |
| Rumen Pavlov (BUL)              | 4-0 TO    | 0:44      | Kendall Cross (USA)    |           |
| Bronsmatch                      |           |           |                        |           |
| Kim Yong-Sik (PRK)              | 3-1 PP    | 3-2       | Remzi Musaoğlu (TUR)   |           |
| Final                           |           |           |                        |           |
| Sergey Smal (EUN)               | 0-3 PO    | 0-5       | Alejandro Puerto (CUB) |           |